# District Management Area
District Management Area (kurz: DMA) ist die Bezeichnung für eine ehemalige südafrikanische territoriale Verwaltungsstruktur und bedeutet etwa „Distriktverwaltetes Gebiet“.
Südafrika ist auf kommunaler Ebene administrativ in drei Gemeindetypen (englisch Municipality) eingeteilt. Die Kategorie-B-Gemeinden bilden die unterste Verwaltungsebene, die wiederum zu Distrikten (Kategorie-C-Gemeinden) zusammengefasst werden, und entsprechen Gemeindeverbänden mit einem Hauptort. Ausnahmen hiervon bilden die Metropolgemeinden und die später wieder aufgegebenen District Management Area. In letzteren wurden dünn besiedelte Gebiete zusammengefasst. Oft handelte es sich dabei um Nationalparks oder andere geschützte Gebiete.
DMAs waren der Distriktverwaltung direkt unterstellt. Diese übernahm auch alle Aufgaben, die ansonsten der Ortsgemeinde zufallen, wie zum Beispiel die Bereitstellung der benötigten Infrastruktur.
Das Municipal Demarcation Board legte drei Voraussetzungen für die Errichtung von DMA’s fest:
- Wüsten und halbtrockene Gebiete; sie sind dünn besiedelt und machen ein Drittel Südafrikas aus.
- Staatlich geschützte und andere Naturschutzgebiete
- Gebiete mit besonderen wirtschaftlichen Eigenschaften, die von nationaler strategischer Bedeutung sind.

Die Einrichtung der DMA war von Anfang an umstritten, da sie in der Verfassung nicht vorgesehen sind. Dort werden nur die drei Kategorien der Gemeinden festgelegt. Eine Verfassungsklage wurde mit der Begründung abgewiesen, dass die DMA’s zu den Distrikten gehörten und damit keine eigene Gemeindekategorie bildeten.
Die District Management Area wurden auf Grundlage einer Verfügung (Notice 1022 of 2008) des Municipal Demarcation Board im Amtsblatt der südafrikanischen Regierung des Jahres 2008 als formell aufgehoben erklärt. Dem gingen jeweils einzelne Entscheidungen (2007 und 2008) in den betroffenen Provinzen voraus.